# 第四胃変位
第四胃変位（だいよんいへんい、英:abomasal displacement）とは反芻動物の第四胃内にガスが貯留することにより第四胃が左方あるいは右方に移動し、消化障害あるいは閉塞の症状を示す疾病。四変と略されることがある。第四胃が左方に移動した場合を第四胃左方変位、右方に移動した場合を第四胃右方変位と呼び、その90%が第四胃左方変位である。第四胃右方変位ではその半数が第四胃捻転へと移行する。分娩後2週間以内での発生が多く、その発生機序は、機械的要因説、飼料要因説、第四胃アトニー説、合併疾病説、遺伝要因説の5つが代表的な説である。診断は第四胃のピング音の存在とその聴取領域（左方変位では左側第8肋骨下1/3~左膁部、右方変位では右側最後5肋間の上半分）によりなされる。鑑別が必要なものとして、第一胃鼓脹症、気腹、子宮内のガス、第一胃の虚脱がある。治療には第四胃を正常な位置に整復するためにローリングや外科手術を行う。ローリングによる治癒率は20%以下とされ、第四胃右方変位では第四胃破裂を招く可能性があるため禁忌である。外科手術による治癒率は95%とされる。